# Isaac Jacob Schoenberg
Isaac Iacob (Jacob) Schoenberg (n. 21 aprilie 1903, Galați, România – d. 21 februarie 1990, Madison, Wisconsin, SUA) a fost un matematician româno-american. Acesta este cunoscut pentru descoperirea splinei. El a fost fratele pianistei Irma Wolpe Radenmacher.